# Magyar Telekom

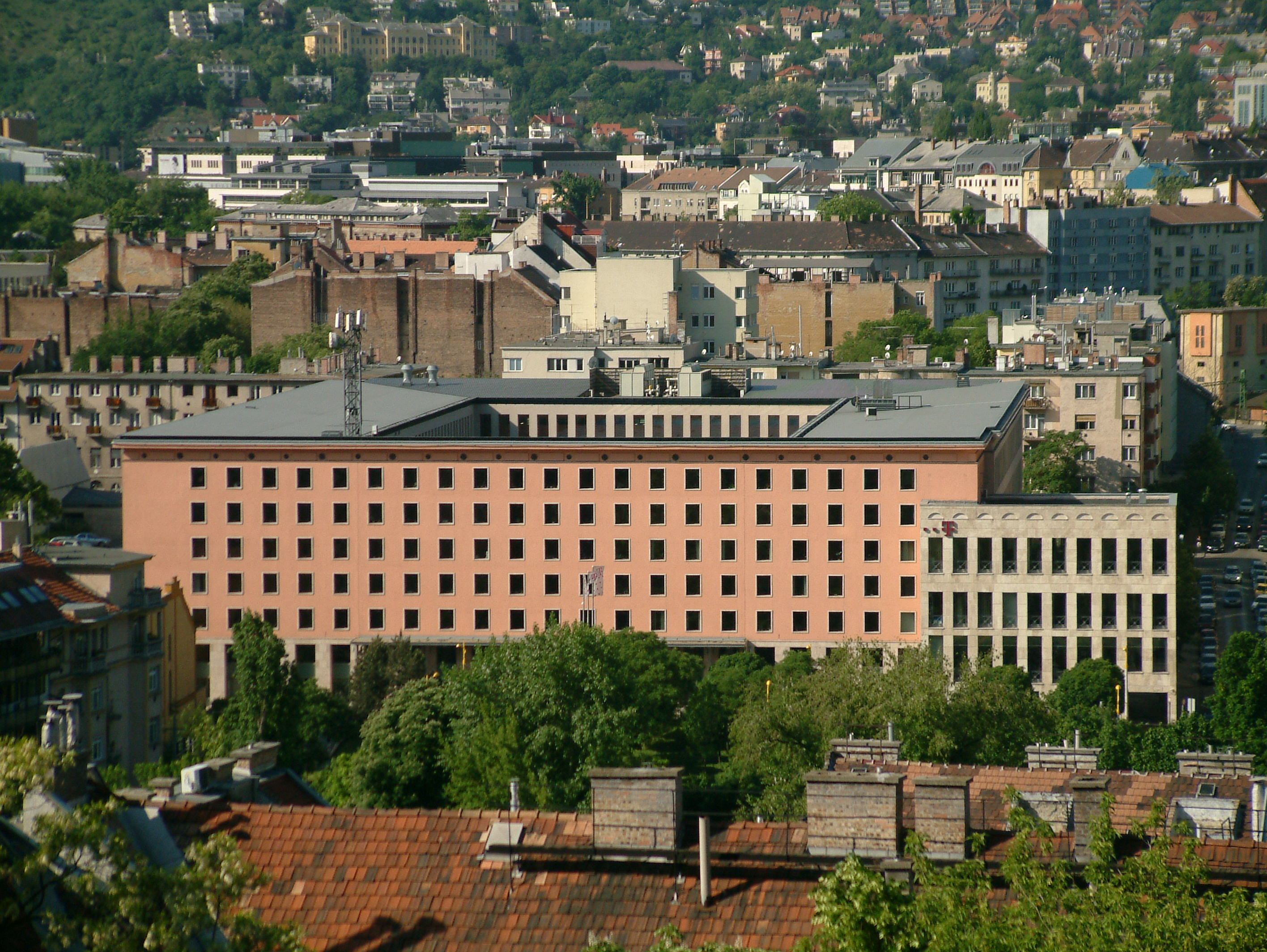
Sede de Magyar Telekom en Budapest.

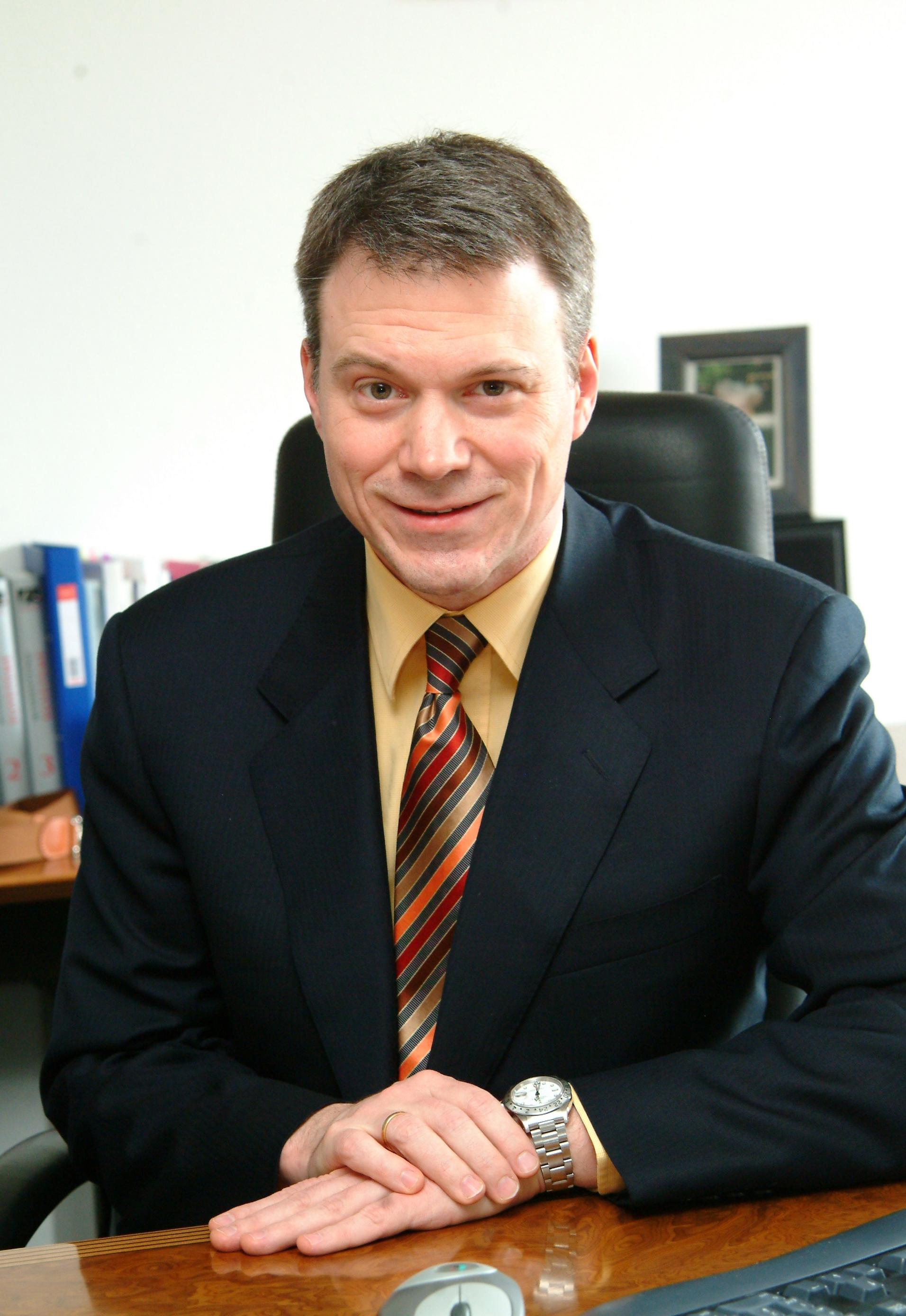
Christopher Mattheisen
CEO de Magyar Telekom.

Magyar Telekom Nyrt. (Magyar Telekom Távközlési Részvénytársaság – Hungarian Telekom Telecommunications PLC.) es la mayor empresa de telecomunicaciones de Hungría. El antiguo monopolio de telecomunicaciones es ahora una empresa plenamente consolidada como filial de Deutsche Telekom. Hasta el 6 de mayo de 2005 era conocida (e informalmente aún lo es ) como MATÁV (Magyar Távközlési Rt. - Hungarian Telecommunications PLC.). La compañía fue formada bajo el nombre Magyar Távközlési Vállalat (Empresa de Telecomunicaciones húngara) en diciembre de 1989, cuando Magyar Posta (Correos húngaros) fue separado en tres empresas. El 31 de diciembre de 1991, la empresa fue reestructurada como empresa de responsabilidad limitada, como Magyar Távközlési Rt., y permaneció 100% en manos del estado hasta final de 1993. El 1 de julio de 1993 la ley de telecomunicaciones  entre en efecto, y fue posible privatizar la compañía. Se formó un consorcio entre Deutsche Telekom y Ameritech International, que fue nombrado MagyarCom, que compró el 30,1% de las acciones de la compañía por 875 millones de dólares.

## Grupo empresarial
El Grupo Magyar Telekom cubre tres áreas de negocio: telefonía sin hilos, comunicaciones móviles, servicios a empresas. Los otros miembros del Grupo de Magyar Telekom en Hungría son los siguientes:
- T-Home (fusión de T-Com, T-Online y T-Kábel)
- T-Mobile (anteriormente Westel 900, después Westel)
- T-Systems (anteriormente Matáv Üzleti Szolgáltatások Üzletág)

## Compañías internacionales
La estrategia del Grupo Magyar Telekom es fortaleces su presencia en el meracodo de las telecomunicaciones del Sureste de Europa. A finales de 2006 la compañía posee substanciales participaciones en las siguientes empresas:
- Makedonski Telekom - Macedonia
  - T-Mobile Macedonia - Macedonia
- T-Crnogorski Telekom - Montenegro
  - T-Mobile Crna Gora (anteriormente MoNet)
- Combridge - Rumania